# The Goodbye Girl
The Goodbye Girl (bra: A Garota do Adeus; prt: Não Há Dois, sem Três...) é um filme de romance e comédia dramática estadunidense de 1977. Dirigido por Herbert Ross, o filme é estrelado por Richard Dreyfuss, Marsha Mason, Quinn Cummings, e Paul Benedict. O roteiro original de Neil Simon gira em torno de um trio—um ator estranho que luta em sublocar um apartamento de um amigo em Manhattan, a ocupante atual (ex-namorada de seu amigo, que acaba de ser abandonada) e sua filha precoce.
Richard Dreyfuss ganhou o Oscar de Melhor Ator por sua performance como Elliot Garfield. Na época, ele se tornou o homem mais jovem a ganhar um Oscar de Melhor Ator. Com 29 anos de idade por ocasião da filmagem, Richard Dreyfuss foi o ator mais jovem, até 2002, a receber o Oscar de Melhor Ator; em 2002, Adrien Brody quebrou esse recorde, com o Oscar recebido por The Pianist (O Pianista, no Brasil e em Portugal).

## Sinopse
Dançarina Paula McFadden (Marsha Mason) e sua filha de dez anos de idade, Lucy (Quinn Cummings) vivem em apartamento de Manhattan com o namorado casado, Tony DeForrest, até que um dia, ele despeja e abandona-a para ir atuar em um filme na Itália. Antes de sair e sem o conhecimento de Paula, Tony subloca o apartamento para Elliot Garfield (Richard Dreyfuss), um aspirante a ator neurótico, mas doce de Chicago, que aparece no meio da noite com a expectativa de se mudar. Embora Paula é exigente, e deixa claro desde o início que ela não gosta de Elliot, ele permite que ela e Lucy possam ficar.
Paula luta para voltar à forma para retomar sua carreira como dançarina. Enquanto isso, Elliot aterrou o papel principal em uma produção off-off-Broadway de Richard III, mas o diretor, Mark (Paul Benedict), quer que ele interprete um personagem como um estereótipo exagerado de um homossexual, nas palavras de Mark, "a rainha que queria ser rei". Relutantemente, Elliot concorda em desempenhar o papel, apesar de pleno conhecimento de que isso pode significar o fim de sua carreira como ator. Muitos críticos de teatro de emissoras de televisão e jornais em Nova York participam da noite de abertura, e todos eles endurecem a produção, especialmente o desempenho de Elliot. A peça fecha rapidamente, para seu alívio.
Apesar de seus frequentes conflitos e atitude ingrata de Paula pela ajuda de Elliot, os dois se apaixonam e dormem juntos. No entanto, Lucy, embora ela goste de Elliot, vê o caso como uma repetição do que aconteceu com Tony. Elliot convence Paula que ele não vai ser assim e depois pega Lucy da escola e levá-la em um carro de passeio, durante o qual Lucy admite que ela gosta de Elliot, e ele admite que gosta dela e Paula e não vai fazer nada para machucá-las.
Elliot consegue um emprego em um teatro de improvisação, e logo é visto por um produtor de cinema. A ele é oferecido uma oportunidade para um papel em um filme que ele não pode recusar; o único problema é que o trabalho está em Seattle e Elliot vai ficar fora por quatro semanas. Paula é informada sobre isso e está com medo de que Elliot está deixando ela, para nunca mais voltar, como todos os outros homens em sua vida. Mais tarde, Elliot chama Paula pela cabine de telefone em todo o apartamento, dizendo-lhe que o voo estava atrasado, e no último minuto, Elliot convida Paula para ir com ele enquanto ele está filmando o filme e sugere que Lucy fique com um amigo até que eles voltem. Paula declina, mas está feliz porque sabe que o convite de Elliot é a prova de que ele a ama e vai voltar. Antes de desligar, Elliot pede Paula para ter sua premiada guitarra, que havia deliberadamente deixado no apartamento, e ela percebe isso como mais uma prova de que ele vai realmente voltar e que ele realmente a ama.

## Elenco
- Marsha Mason .... Paula McFadden
- Richard Dreyfuss .... Elliot Garfield
- Quinn Cummings .... Lucy McFadden
- Paul Benedict .... Mark
- Barbara Rhoades .... Donna Douglas
- Theresa Merritt .... Sra. Crosby
- Michael Shawn .... Ronnie Burns
- Patricia Pearcy .... Rhonda Fontana
- Nicol Williamson .... Oliver Fry, produtor/diretor de Hollywood (não creditado)
- Gene Castle .... assistente de coreografia
- Daniel Levans .... instrutor de dança
- Marilyn Sokol .... Linda
- Anita Dangler .... Sra. Estelle Morgenweiss
- Victoria Boothby .... Sra. Bodine
- Robert Costanzo .... vendedor da loja de bebidas
- Pancho González .... assaltante

## Produção
O filme começou como um roteiro chamado Bogart Slept Here (essencialmente a história do que aconteceu com Dustin Hoffman depois que ele se tornou uma estrela), que seria estrelado por Robert De Niro e Marsha Mason para a Warner Bros. Teria sido o filme que De Niro teria feito imediatamente após Taxi Driver. Mike Nichols foi contratado para dirigir.
Simon lembrou a ideia original do filme:
"A ideia básica da história era que Marsha, uma ex-dançarina, era casada com um ator muito promissor, mas lutando na off-Broadway que era descoberto em uma pequena peça e é levado para Hollywood, onde ele relutantemente se move com sua família. Ele se sente muito fora de lugar lá... e eles têm problemas de adaptação, especialmente depois de seu primeiro filme faz dele uma estrela internacional... e cria o caos em seu casamento. A história foi saindo um pouco mais escuro do que eu imaginava, mas eu imaginava a personagem da esposa, como um papel muito bom para Marsha".
As filmagens começaram em Bogart Slept Here quando se tornou evidente que De Niro não era certo para o papel. Simon lembrou: "...ficou claro que qualquer parte do humor que eu tinha escrito ia se perder. Não é que De Niro não é engraçado, mas seu humor vem principalmente de suas nuances, uma expressão confusa em seu rosto ou a maneira que ele iria olhar para um personagem, sorrir e depois olhar para o teto". Nichols insistiu sobre em trazer De Niro de novo. Logo depois, Nichols deixou o projeto. Jack Nicholson, James Caan e Tony Lo Bianco também estiveram cotados para o papel.
Dreyfuss foi trazido para experimentar com Mason, e disse que se baseou em seu amigo Harlan Ellison para compôr o personagem. Marsha Mason basicamente interpreta a si mesma, uma vez que Neil Simon, casado com a atriz, fez o roteiro baseando-se na vida conjugal dos dois. No final da leitura do roteiro, Neil Simon decidiu que a química entre os atores estava lá, mas o roteiro precisava de trabalho. Ele reescreveu o roteiro em seis semanas.
"[O roteiro] tinha que ser mais engraçado, mais romântico, o caminho que Marsha e eu primeiro imaginamos o filme seria. O que eu queria fazer era uma prequela. Em outras palavras, em vez de um ator off-Broadway, casado com uma criança, por que eu não começar do começo? que eu ia começar quando eles se conheceram. não gostar uns dos outros em primeiro lugar e, em seguida, cairem no amor".
Exteriores do filme foram filmadas em Nova York e os interiores foram filmadas em sets em Los Angeles.
O chefe da Warner Bros. foi menos entusiasmado com o roteiro de Simon, e pensou em vender o projeto para a MGM, enquanto outros no estúdio prefeririam ter uma parceria com a MGM no filme, então a última opção foi escolhida.
O título da canção, "The Goodbye Girl" foi escrito e realizado por David Gates e foi um sucesso #15 na tabela da Billboard Hot 100 naquele mesmo ano.

## Prêmios e indicações
Oscar 1978 (EUA)
- Vencedor na categoria de melhor ator (Richard Dreyfuss).
- Indicado nas categorias de melhor atriz (Marsha Mason), melhor atriz coadjuvante (Quinn Cummings), melhor filme e melhor roteiro original.

Globo de Ouro 1978 (EUA)
- Vencedor nas categorias de melhor filme - comédia/musical, melhor ator - comédia/musical (Richard Dreyfuss), melhor atriz - comédia /musical (Marsha Mason) e melhor roteiro de cinema.
- Indicado na categoria de melhor atriz coadjuvante - cinema (Quinn Cummings)

Academia Japonesa de Cinema 1979 (Japão)
- Indicado na categoria de melhor filme estrangeiro.

BAFTA 1979 (Reino Unido)
- Vencedor na categoria de melhor ator (Richard Dreyfuss).
- Indicado nas categorias de melhor atriz (Marsha Mason) e melhor roteiro.

Prêmio David di Donatello 1978 (Itália)
- Vencedor nas categorias de melhor diretor de filme estrangeiro e melhor ator estrangeiro (Richard Dreyfuss).

## Recepção
Roger Ebert deu ao filme um misto, embora a maioria favorável, revisão. Ele ficou impressionado com o desempenho de Mason e a personagem como está escrito, chamando-o de "quase nunca simpática". No entanto, ele elogiou Dreyfuss e citou suas cenas Richard III como "a mais engraçada em um filme desde que Mel Brooks encenou Springtime for Hitler". Ebert criticou o início como "estranho às vezes e nunca se envolvendo", mas "gostava de sua conclusão tanto que quase me esqueci nossas reservas anteriores".
Vincent Canby do The New York Times descobriu que o filme fosse "cansativo sem ser muito divertido". e "implacavelmente sem graça".

## Musical e remake
The Goodbye Girl foi posteriormente desenvolvido em um musical da Broadway de 1993 de mesmo nome estrelado por Martin Short e Bernadette Peters.
Um remake em 2004 foi feito pela TNT com Jeff Daniels e Patricia Heaton mantendo o roteiro da versão original.